# Соколарци (община Чешиново-Облешево)
 Тази статия е за селото в Северна Македония.  За селото в България вижте Соколарци.  
Соколарци (на македонска литературна норма: Соколарци) е село в източната част на Северна Македония, в община Чешиново-Облешево.

## География
Селото е разположено в Кочанското поле, западно от град Кочани в подножието на Осогово.

## История
Името си селото дължи на соколарството (доганджийството), с което се занимавали жителите му по време на османската власт. Подобни селища, развиващи соколарството, са насърчавани и добре заплащани от Османската империя, а птиците, които дресирали занаятчиите, се използвали от заможните и влиятелни лица за лов и дори във време на война.
В XIX век Соколарци е преобладаващо българско село в Кочанска кааза на Османската империя. Църквата „Св. св. Константин и Елена“ е построена в 1848 година, а в 1892 година е обновена. Според статистиката на Васил Кънчов („Македония. Етнография и статистика“) от 1900 година Сокуларци има 680 жители, от тях 670 българи християни и 10 цигани.
В началото на XX век българското население на селото е под върховенството на Българската екзархия. По данни на секретаря на екзархията Димитър Мишев („La Macédoine et sa Population Chrétienne“) през 1905 година в Секуларци (Sekoulartzi) има 648 българи екзархисти и 54 власи, и работи българско училище.
При избухването на Балканската война в 1912 година 9 души от Соколарци са доброволци в Македоно-одринското опълчение. На 14 февруари 1915 година сръбските окупатори арестуват 47-годишния селски първенец Петруш Андонов, казвайки, че ще го водят при другарите му в Чешиново, но го разстрелват по пътя, надупчвайки го с много патрони. След като на следващия ден трупът е намерен от кмета, много от селяните бягат в България, от страх и те да не бъдат убити от сръбските окупатори.
По време на българското управление във Вардарска Македония в годините на Втората световна война, Фердинанд Г. Михайлов е български кмет на Соколарци от 29 януари 1942 година до 13 май 1943 година. След това кметове са Асен хаджи Йорданов от Ваташа (13 май 1943 - 3 февруари 1944) и Трайко Т. Калайджиев от Щип (3 февруари 1944 - 9 септември 1944).
Жителите на Соколарци се занимават главно със земеделие. В растениевъдството най-застъпени са оризът, зърното, доматите, при животновъдството най-застъпени са овцевъдството и говедовъдството. Земеделската продукция се реализира в близките големи градове - Кочани, Щип, Скопие и т.н. В селото работи и мандрата „Осогово милк“.
Манастирът „Свети Георги“ е обновен в 1985 година и преосветен в 1987 година от епископ Горазд Тивериополски.

## Личности
Родени в Соколарци
- Григор (Гиго) Монев (Манов), български революционер от ВМОРО, четник на Иван Бърльо в 1914 година[7] и на Яне Велинов в 1915 година[8]
- Мите Соколарски (Мите Суджукаро, 1890 - 1923), ренегат на ВМРО, войвода на сръбска контрачета
- Трайчо Постолов, български революционер от ВМОРО, член на Кочанския окръжен революционен комитет, през юни 1908 година бяга в Княжество България[9]
- Яне Христов, български революционер от ВМОРО, четник на Мише Развигоров[10]